# گاک فیات کرایسلر
گاک فیات کرایسلر (انگلیسی: GAC Fiat Chrysler) شرکت خودروسازی چینی است، که در سال ۲۰۱۰ تأسیس شد.